# Памятник воинам первой чехословацкой бригады (Киев)
Памятник воинам первой чехословацкой бригады в Киеве —  Памятный знак в честь Первой чехословацкой отдельной бригады Людвика Свободы. Открыт 4 ноября 1968 года

## История
4 ноября 1968 года в Киеве на Площади Валерия Марченко(бывш. Интернациональная) был установлен обелиск из красного гранита в честь Первой чехословацкой отдельной бригады Людвика Свободы, бойцы которой  вместе с Советской армией героически сражались за освобождение Киева от немецко-фашистских захватчиков в ноябре 1943 года. Автором обелиска является архитектор Л.В.Суворов.
Плохо различимая надпись на обелиске гласит следующее: «Тут у листопадi 1943 року воiни першої чехословацької бригади пiд командуванням Людвiка Свободи плiч-о-плiч з радянською армiєю героїчно билися за визволення Києва вiд нiмецько-фашистських загарбникiв».